# Disco de vinil
O disco de vinil, ou disco fonográfico, ou vinil, em inglês Long Playing Record, em português: disco de longa duração, ou long play (sigla LP),  é uma chapa, majoritariamente de cor preta e contendo um rótulo no centro chamado de selo fonográfico, fabricadas através de processos eletromecânicos e feitas de um material plástico chamado policloreto de vinila (abreviado como vinil ou PVC), inventado pelo engenheiro Peter Carl Goldmark (empregado da Columbia Records) para substituir os velhos discos de 78 rpm, utilizada para o armazenamento de áudio (principalmente canções) desde 21 de junho de 1948. Embora tenham experimentado um grande declínio em seu uso a partir da década de 1990, com a introdução do CD.
O processo de gravação do áudio nos discos de vinil é complexo, entretanto, utilizam-se processos similares aos que eram usados na gravação dos discos de 78 rotações, através de processos eletromecânicos, como a galvanoplastia e a prensagem ou carimbagem. Assim, as grandes diferenças entre os formatos do ponto de vista da fabricação se davam na utilização de estiletes (chamados também de cinzéis) com a ponta mais fina, que possibilitava a gravação do som com os famosos microssulcos ou micro-ranhuras (do inglês microgroove) que, combinados com a nova velocidade de 33 1/3 RPM, permitiam o aumento de capacidade pelo qual os novos discos eram conhecidos.
Utilizados para a veiculação de álbuns completos (ao vivo, coletânea, de estúdio, de grandes êxitos, ou de remisturas), tinham a capacidade máxima de rodar de 23 a 30 minutos por cada lado do disco (contendo, normalmente, diversas faixas em cada lado). Inicialmente, existiam versões com 10 e com 12 polegadas de diâmetro (25 ou 30 cm). Entretanto, com o tempo, fixou-se o formato de 30 centímetros de diâmetro. Devido ao seu tamanho e capacidade, eles são discos que comportam o lançamento de um álbum completo, ao contrário dos compactos simples que foram lançados em 31 de março de 1949 pela gravadora concorrente RCA-Victor e que passaram a ser utilizados para lançar singles musicais.
Desde o início da sua comercialização, em 1948, enfrentaram a concorrência de diversos formatos similares, especialmente daqueles baseados em tecnologias que envolviam fitas magnéticas. De menção obrigatória pelo seu impacto na cultura popular são a fita cassete e o cartucho ou stereo 8 que tiveram grande importância comercial para a indústria fonográfica. Entretanto, nenhum desses formatos chegou a ameaçar a posição dos LPs como principal meio de armazenamento de áudio entre os anos 1960 e os anos 1980. Foi apenas com a invenção do CD, um meio de armazenamento digital, em meados desta última década que iniciou-se o declínio do disco de vinil como principal formato de comercialização de música gravada. Apesar disso, experimentou um ressurgimento a partir da década de 2000, tendo a indústria registrado um novo interesse e um aumento das vendas deste meio de armazenamento de áudio até os dias atuais.

## História

### Emergência do novo formato

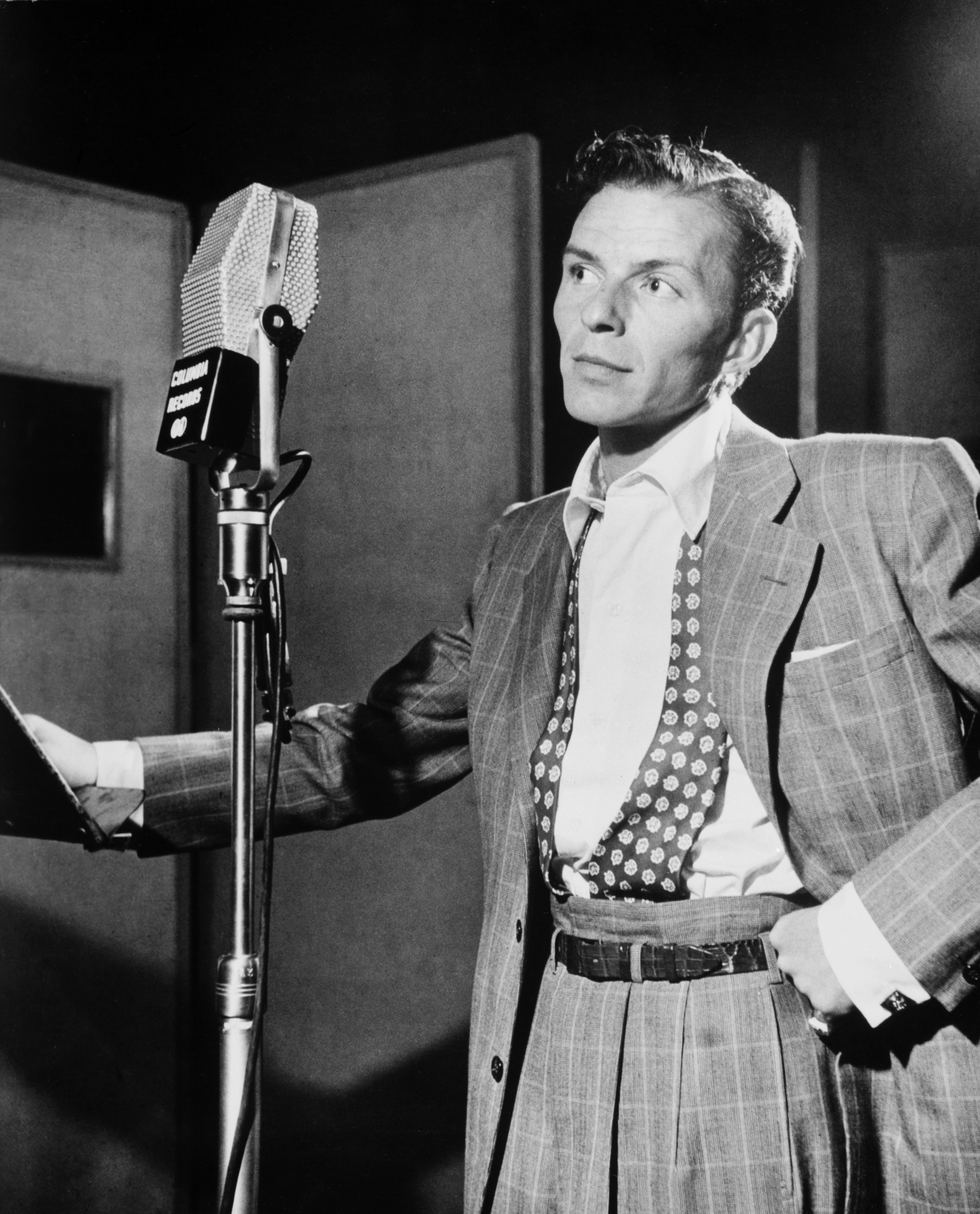
Frank Sinatra, cujo álbum de estúdio foi um dos precursores do novo formato, em foto no final dos anos 1940.

A indústria fonográfica buscava substituir o material de que eram feitos os antigos discos de 78 rotações desde os anos 1920, com a ocorrência de diversas tentativas de trocar o material orgânico do qual eles eram feitos, a goma-laca, por alternativas plásticas. Assim, foram lançados discos feitos de policloreto de vinila pela Victor, ainda naquela década, e discos feitos de baquelite, na década seguinte. Entretanto, por diversas razões, as mudanças não foram bem-sucedidas em um primeiro momento: em primeiro lugar, os novos materiais eram mais caros do que aquele que era utilizado, impactando no preço do produto final; em segundo lugar, ainda não havia sido inventada a micro ranhura (ou microssulco) que possibilitaria aumentar enormemente a capacidade de armazenamento do disco. Assim, foi apenas com a emergência da Segunda Guerra Mundial - que encareceu o material, originário da Ásia que estava dominada pelo Império do Japão, que fazia parte das potências do Eixo, e estava em guerra com os Aliados que sofriam, assim, um bloqueio comercial - que novo impulso foi dado à pesquisa de materiais alternativos para a produção de discos e de técnicas que possibilitassem a melhoria do produto.
Desse modo, após 3 anos de desenvolvimento, o engenheiro Peter Carl Goldmark inventa um novo disco que utilizava-se de microssulcos para armazenar o som, possibilitando a adoção de um material mais caro, mas que compensava o seu custo pelos benefícios da sua utilização. E eram muitas as melhorias possíveis com a adoção do novo material. Enquanto os discos de goma-laca sofriam bastante a ação das intempéries, sendo especialmente propensos a apresentar rachaduras pelas variações de temperatura e umidade, os discos de vinil reagiam melhor às mudanças de condições climáticas. Também, os antigos 78 RPM eram especialmente propensos a sofrerem danos pelo manuseio incorreto - como choques e quedas, apresentando os novos discos, assim, maior durabilidade e maleabilidade. Ainda, pelos microssulcos possibilitarem a reprodução de um tempo maior de áudio gravado - os menores exemplares, de 10 polegadas, permitiam a gravação e reprodução de 23 minutos de áudio, inicialmente - o formato tornou-se rapidamente no padrão para o lançamento de álbuns completos que, antes, exigiam a utilização de vários discos no antigo formato. Finalmente, a utilização de microssulcos e a maior resistência do material permitiam não só a gravação em uma qualidade sonora superior, mas a manutenção dessa qualidade de reprodução por um maior período de tempo, levando à emergência de novas melhorias nos anos seguintes, como a estereofonia e a alta-fidelidade.
Logo, em 21 de junho de 1948, a gravadora Columbia apresenta o novo formato em uma coletiva de imprensa, no Hotel Waldorf Astoria, em Nova Iorque. Na semana seguinte, começariam a ser comercializados os primeiros discos de vinil: o álbum The Voice of Frank Sinatra, do cantor Frank Sinatra - originalmente lançado em 1946 - foi relançado no formato de 10 polegadas (25 centímetros); e o álbum Mendelssohn: Concerto In E Minor For Violin And Orchestra Opus 64, do violinista Nathan Milstein foi o primeiro a ser lançado no formato de 12 polegadas (30 centímetros). A existência de dois formatos distintos foi uma realidade no início da comercialização do novo formato devido à estratégia definida pela gravadora: acreditava-se que não havia demanda para tanto espaço de armazenamento entre os consumidores de música popular. Assim, reservaram-se os discos maiores - e com maior capacidade - para a comercialização de música clássica e os discos menores para a venda de música popular. Ao final do ano, a gravadora contabilizaria mais de 1 milhão e 250 mil discos comercializados no novo formato.
No Brasil, o primeiro LP de 10 polegadas foi lançado comercialmente em janeiro de 1951, pela gravadora Sinter, através do selo Capitol. Era Carnaval em "Long Playing", uma coletânea de marchinhas para o Carnaval daquele ano, contendo canções interpretadas por Heleninha Costa, Geraldo Pereira, Os Cariocas, Oscarito e outros artistas da época. Exatamente cinco anos depois,  em janeiro de 1956, a mesma gravadora lançaria também o primeiro disco de vinil de 12 polegadas no Brasil, 5º Aniversário, uma coletânea em comemoração exatamente do aniversário de 5 anos do primeiro lançamento. Entretanto, embora a chegada do LP no Brasil tenha grande impacto tecnológico, em termos de mercado o novo formato demora a se consolidar, muito pelo fato de, no Brasil, não existir um mercado de álbuns anterior ao LP, como nos Estados Unidos. Assim, é apenas com o aparecimento da bossa nova que o disco de vinil começa a se estabelecer comercialmente, já que, além do barateamento dos toca-discos que eram capazes de reproduzir o novo formato, este estilo musical possibilitava uma maior liberdade do artista, tornando-o mais importante do que o disco: não se consumiam mais as canções deste ou daquele artista, mas a "obra" que o álbum representava. Alguns autores - como Ruy Castro - creditam, inclusive, o sucesso do novo estilo musical a esta mudança na postura da comercialização dos artistas da bossa nova.

### Desenvolvimentos subsequentes no LP
Na década de 1950, a comercialização de toca-discos cada vez mais passou a depender da capacidade dos aparelhos de reproduzirem sons que fossem considerados "fiéis" ao som original, isto é, que permitissem ao ouvinte sentir-se como se estivesse escutando o som ao vivo. Assim, a busca por equipamentos que apresentassem certas características (redução de ruídos, chiados e distorções para níveis virtualmente inaudíveis; capacidade de reproduzir frequências baixas de modo satisfatório; e possibilidade de apresentar altos níveis de volume, entre outras qualidades) passou a fazer parte da estratégia de marketing das empresas, bem como do desejo dos consumidores. Para refletir esta busca, criou-se o conceito de "alta-fidelidade", ou seja, o som reproduzido pelo aparelho deveria ser o mais fiel o possível ao som executado pelo artista durante a gravação.
Esta busca levou ao desenvolvimento de inovações no LP que passou, por exemplo, a contar com 2 canais de áudio para reprodução, o que passou a ser conhecido como estereofonia. Esta noção pode ser aplicada a diversos produtos culturais que envolvam a reprodução de sons, como o rádio, a televisão e o cinema. Em relação aos discos, esta inovação foi incorporada a partir do lançamento de um disco da banda Dukes of Dixieland, em março de 1958, pela pequena gravadora Audio Fidelity, tornando-se padrão na música popular a partir do final da década de 1960. Fisicamente, nos discos, o novo padrão sonoro representou uma mudança na largura do microssulco para 6 micrômetros.

### Declínio de vendas a partir da década de 1980
O mercado do vinil atingiu o seu auge na década de 1980. Entretanto, a invenção do Compact Disc (CD) que ficou por muitos anos em desenvolvimento e foi finalmente lançado em agosto de 1982, na Alemanha, pela gravadora PolyGram, trouxe um novo conceito: a gravação e reprodução digital, substituindo a agulha que realiza um movimento análogo ao do som gravado no disco por um raio laser que lê os bits gravados no disco e os traduz em sons audíveis. O novo formato prometia maior capacidade, durabilidade e clareza sonora, com a eliminação de chiados. Nos Estados Unidos, já em 1986 as vendas de CDs ultrapassaram aquelas de discos de vinil. No Brasil, o primeiro CD foi lançado em 1986, mas o velho formato manteve-se firme até 1991, quando foram vendidos 28,4 milhões de LPs no país. Entretanto, a partir de então, a queda das vendas foi vertiginosa. Em 1993, foram vendidos 21 milhões de CDs; 16,4 milhões de LPs; e 7 milhões de fitas cassetes. No ano seguinte, as vendas caíram para 14,5 milhões de LPs. Em 1995, manteve vendagens entre 5 e 10 milhões de cópias. A partir de janeiro de 1996, as vendas do LP declinam acentuadamente, muito em função da estabilização da moeda - a partir do Plano Real, em 1994 - e da melhoria do poder aquisitivo da população, que permitiu a aquisição de mídias musicais mais modernas, com as vendagens de LP caindo para 1,6 milhão de unidades nesse ano e quase zero no ano seguinte. Desse modo, as grandes gravadoras produziram LPs até 31 de dezembro de 1997, fazendo o vinil praticamente sumir das prateleiras do varejo fonográfico. Assim, em 2002, o CD já dominava 72% do mercado mundial.

### Ressurgimento do disco de vinil
Nos Estados Unidos, o comércio de vinil voltou a crescer acima de 50% em 2014. De acordo com o The Wall Street Journal, ao todo 9,2 milhões de LPs foram vendidos naquele ano, um crescimento de 53% em relação a 2013. No total, a pesquisa de Nielsen SoundScan aponta que as compras dos discos nos EUA representam 6% de todo consumo de música no país. Entre os artistas que mais venderam disco de vinil, estão: Artic Monkeys e Lorde, entre outras bandas que atraem um público mais jovem no país e no restante do mundo.
No Brasil, na segunda metade de 2008, os proprietários da gravadora independente Deckdisc, informados do volumoso crescimento na venda de vinis nos Estados Unidos e na Europa, depararam-se com a possibilidade de adquirir o maquinário da antiga fábrica da Polysom, empresa fundada em 1999, em Belford Roxo, e que havia falido em 2007 - e reativá-la. Em setembro do mesmo ano, começaram as diligências e os estudos que resultaram na aquisição oficial, em abril de 2009. No final de novembro de 2009, depois de meses de restauração, a fábrica finalmente fica pronta, sendo feitos os primeiros testes com os LPs produzidos. A fábrica tem capacidade para produzir 28 mil LPs e 14 mil compactos por mês. Estabeleceu-se como única fábrica de vinis de toda a América Latina, condição que se mantinha até o final do terceiro trimestre de 2017, quando a fábrica Vinil Brasil foi inaugurada.

## Características

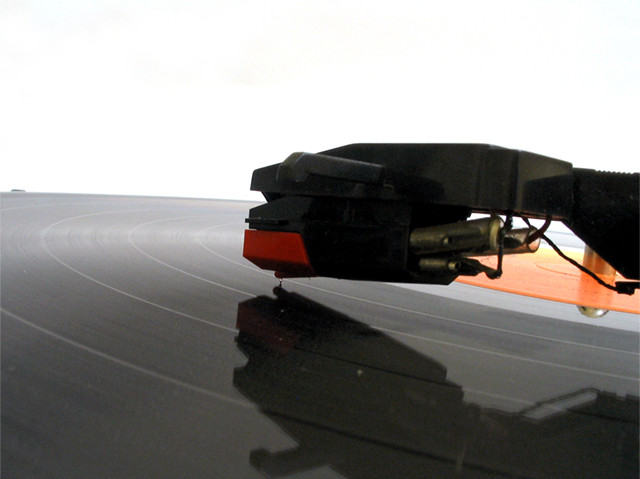
Agulha tocando em um disco de vinil.

O disco de vinil possui microssulcos ou ranhuras em forma de espiral que conduzem a agulha do toca-discos da borda externa até o centro no sentido horário. Trata-se de uma gravação analógica, mecânica. Esses sulcos são microscópicos e fazem a agulha vibrar. Essa vibração é transformada em sinal elétrico, que é posteriormente amplificado e transformado em som audível (música).

## Processo de fabricação

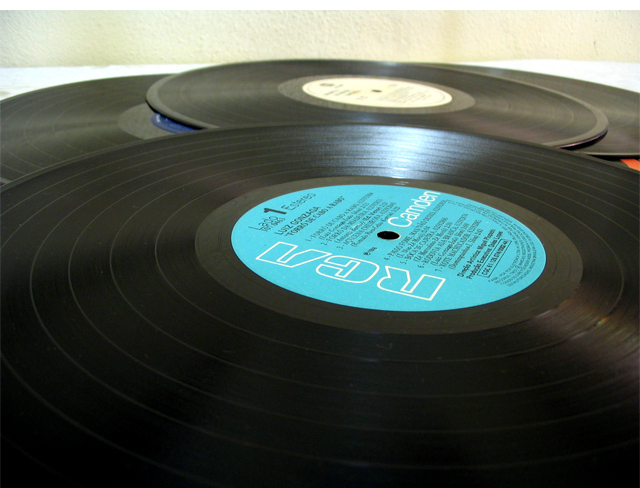
Foto com diversos discos de vinil.

A gravação e produção do disco de vinil segue um processo mecânico complicado, do tipo analógico, que se completa em sete etapas. Apesar da complexidade, a produção de um disco não dura mais de meia hora no total.
- Depois de a música ser gravada, misturada e masterizada em estúdio, em fita magnética ou, na actualidade, em algum suporte digital, esta gravação é remasterizada para adaptar ao meio em que vai ser gravada, o que é especialmente importante nos discos de vinil devido à sua resposta na frequência, à interferência entre canais (estéreo, por exemplo) provocado pelo processo mecânico de corte e posteriormente pela leitura por agulha, e pela dependência do tempo total disponível no disco relativamente ao volume da gravação, sendo este um processo decisivo no resultado final.[24]
- O processo de remasterização pode implicar (dependendo da técnica e equipamento usado) a eliminação de certas frequências, um trabalho aturado sobre a diferença de fase de áudio (entre canais), assim como a normalização do nível de volume (nível sonoro do sinal), que pode passar por compressão, determinação da intensidade relativa dos instrumentos entre os canais, e determinação da largura e profundidade do sulco em função da duração total da obra a gravar no disco, uma vez que quanto maior o volume da gravação mais largura ocupará o sulco e portanto menor será a duração máxima possível do que se poderá gravar no disco em causa.[24]
- Nesta fase, conhecida como "cortar a matriz" (também se pode cortar um dubplate se o objectivo final não é prensar outros discos) transfere-se o conteúdo da fita dita master para a matriz de acetato também conhecida como lacquer master. É um disco geralmente feito de alumínio polido recoberto com um banho depositado por gravidade de laca nitrocelulósica (acetato de nitrocelulose) negra, ou (dependendo do fabricante) com tons azul ou avermelhados, e com uma espessura entre 0,6 e 1 mm. O equipamento usado para o corte da matriz de acetato é conhecido como "torno vertical de gravação fonográfica", o qual contém uma cabeça de corte que grava (corta e modula o corte) o sulco, transferindo a música contida na fita master para o matriz de acetato, passando entretanto por um processador que lhe aplica uma equalização especial chamada curva RIAA para gravação, o qual adapta o sinal registado às características físicas de um disco de vinil. As entradas "phono" de um amplificador ou mesa de mistura diferenciam-se de qualquer outra entrada do mesmo equipamento (para CD, por exemplo) por incorporarem uma equalização inversora da curva RIAA de gravação, e chamada curva RIAA de reprodução. A necessidade deste processo de equalização deve-se às características mecânicas do processo de gravação e reprodução, e às suas inerentes limitações e características.[24][25]

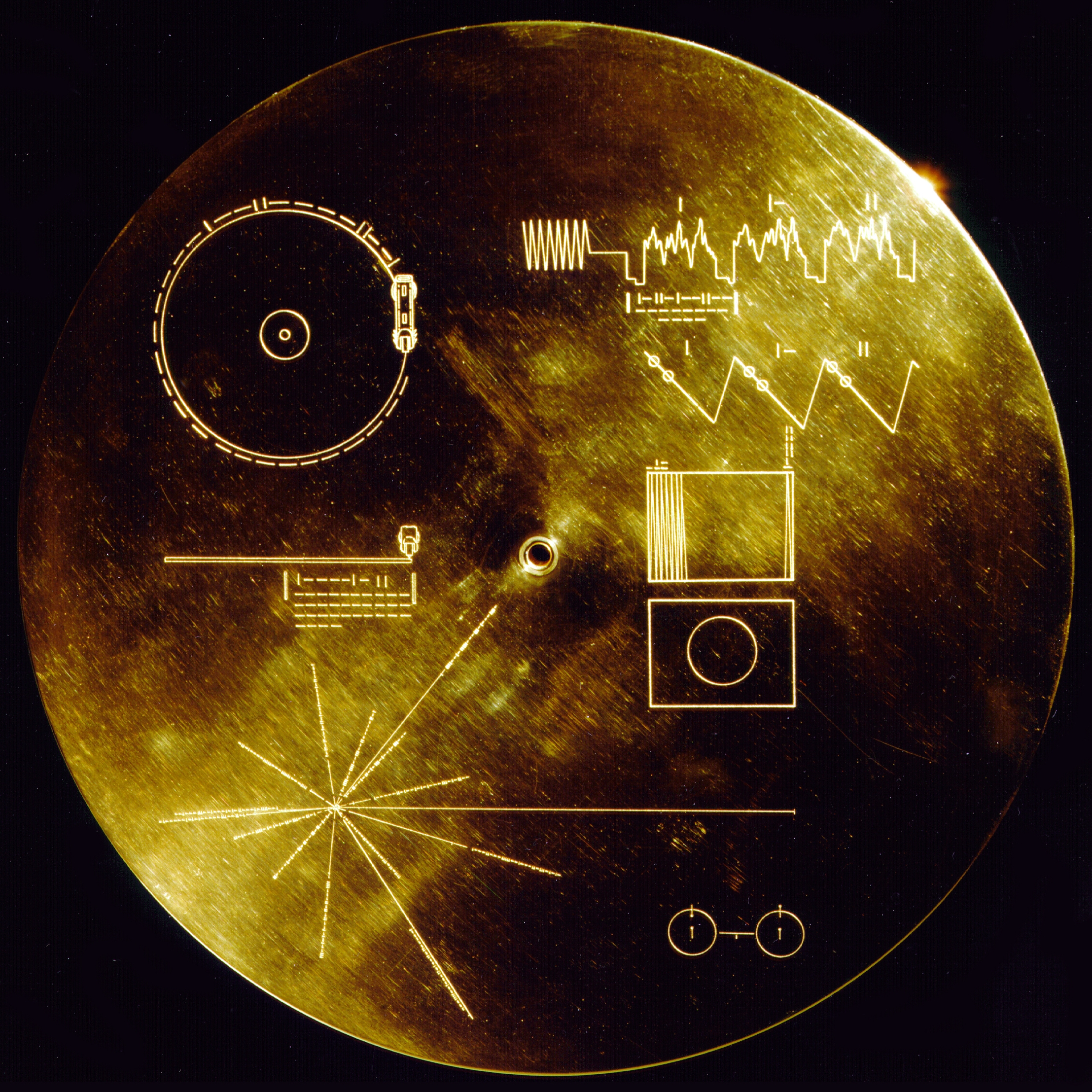
A sonda Voyager leva consigo um disco de ouro com vários sons característicos do ser humano, sons e canções de todo o tipo de culturas; o formato escolhido foi o disco com sulcos, já que é o formato com o funcionamento mais simples de todos. Na foto vê-se a frente do disco, sendo o lado com a gravação o de trás.

- A sonda Voyager leva consigo um disco de ouro com vários sons característicos do ser humano, sons e canções de todo o tipo de culturas; o formato escolhido foi o disco com sulcos, já que é o formato com o funcionamento mais simples de todos. Na foto vê-se a frente do disco, sendo o lado com a gravação o de trás.Uma vez gravada a matriz de acetato ou master, esta é lavada com detergentes e coberta com cloreto de estanho, o qual permite a aderência de uma delgada capa de prata que é então aplicada.[24][25]
- O disco já prateado é submerso numa solução de níquel, que adere ao disco e o cobre por completo, por processos galvânicos (aplicação de uma corrente elétrica). Este disco, assim preparado, é então retirado e novamente lavado. A este processo chama-se banho galvânico ou galvanoplastia.[25]
- A capa de prata e níquel é então retirada da matriz de acetato, obtendo-se portanto uma cópia negativa da mesma, chamada simplesmente matriz, "macho" ou disco pai.[25][26]
- Do disco matriz, é obtida uma cópia positiva, chamada disco mãe. Se este disco contém a informação correta o processo é repetido até se obterem mais oito discos "mãe". De cada uma das 8 cópias do "disco mãe" fazem-se duas cópias negativas, chamadas discos estampadores ou "carimbos". Este processo é repetido com o outro disco pai que representa o outro lado do disco final.[25][26]
- A partir do "disco estampador" (ou "carimbo") tiram-se as cópias positivas finais ou copias comerciais, por simples prensagem de uma pastilha quente de cloreto de polivinilo ou mais modernamente de poliéster, chamado o "donut", entre os dois carimbos, moldes estampadores ou matrizes correspondentes às duas faces do disco. Finalmente adiciona-se, por simples colagem, a etiqueta em cada face do disco, identificando o seu conteúdo. Esta cópia final é a que é vendida ao público. Actualmente as tiragens de discos de vinil com cada matriz de acetato não ultrapassam em geral a centena de unidades, quando na sua época se atingiam tiragens de muitos milhares.[26]

Existe ainda uma técnica denominada "direct metal mastering" (masterização directa em metal) ou DMM na qual a música é transferida directamente para um disco metálico relativamente pouco duro, em geral de cobre. Por este processo, apenas é necessário seguir o processo galvânico para obter os estampadores, diminuindo os custos de produção. Também existem discos em que o processo de corte é efectuado a uma velocidade mais baixa que a de reprodução, normalmente metade ou um quarto, sendo o disco resultante de qualidade notavelmente melhor em toda a banda de frequências audível pelo ouvido humano. Este mesmo processo permitiu também gravar vídeo em discos de vinil, ou áudio multicanal, como foi o caso dos formatos cd4, SQ, QS (ou outros sistemas de 4 canais).